# 袁铎
袁铎，浙江钱塘（今浙江杭州）人，是一名清朝政治人物。监生出身。
袁铎曾于1865年接替沈伟田任青浦县知县一职，1865年由唐翰题接任。